# Lacave (Ariège)
 Lacave  es una población y comuna francesa en la región de Mediodía-Pirineos, departamento de Ariège, en el distrito de Saint-Girons y cantón de Saint-Lizier.

## Demografía
| 168 | 135 | 123 | 148 | 109 | 116 |
| Para los censos de 1962 a 1999 la población legal corresponde a la población sin duplicidades (Fuente: INSEE [Consultar]) |     |     |     |     |     |